# آلبر دولئات
آلبر دولئات (فرانسوی: Albert Dolhats‎; ۱۸ فوریهٔ ۱۹۲۱ – ۲۵ نوامبر ۲۰۰۹) دوچرخه‌سوار اهل فرانسه بود.